# Список королев Арагона

Герб Арагона

Королевство Арагон образовалось в 1035 году после смерти короля Наварры Санчо III и раздела его владений между сыновьями.

## Хименесы
|  | Имя                  | Отец                                          | Дата рождения | Свадьба         | Стала королевой      | Лишилась трона                          | Дата смерти         | Супруг     |
|  | -------------------- | --------------------------------------------- | ------------- | --------------- | -------------------- | --------------------------------------- | ------------------- | ---------- |
|  | Эрмезинда Бигоррская | Бернар Роже де Фуа (Фуа)                      | —             | 22 августа 1036 | 22 августа 1036      | 1 декабря 1049                          | 1 декабря 1049      | Рамиро I   |
|  | Агнесса              | Гильом VI или Гильом VII (Рамнульфиды)        | —             | 1054            | 1054                 | 8 мая 1063 овдовела                     | —                   | Рамиро I   |
|  | Изабелла Урхельская  | Эрменгол III (граф Урхеля) (Барселонский дом) | —             | 1065            | 1065                 | 1071 раздел владений между наследниками | 1071, до 20 декабря | Санчо I    |
|  | Фелиция де Руси      | Ильдуин IV де Руси (дом Мондидье)             | —             | 1076 или раньше | 1076 или раньше      | 4 июня 1094 овдовела                    | 3 мая 1123          | Санчо I    |
|  | Агнесса Аквитанская  | Гильом VIII (герцог Аквитании) (Рамнульфиды)  | —             | январь 1086     | 4 июня 1094 овдовела | 6 июня 1097                             | 6 июня 1097         | Педро I    |
|  | Берта Арагонская     | Пьер I (граф Савойи) (?)                      | —             | 16 августа 1097 | 16 августа 1097      | 28 сентября 1104 овдовела               | до 1111             | Педро I    |
|  | Уррака               | Альфонсо VI (Хименес)                         | апрель 1079   | октябрь 1109    | октябрь 1109         | 1115 брак аннулирован                   | 8 марта 1126        | Альфонсо I |
|  | Агнесса Аквитанская  | Гийом IX (Рамнульфиды)                        | после 1103    | 13 ноября 1135  | 13 ноября 1135       | 13 ноября 1137 муж отрекся от престола  | 8 марта 1160        | Рамиро II  |

## Барселонская династия
|  | Герб | Имя                    | Отец                                                | Дата рождения      | Свадьба                  | Стала королевой          | Лишилась престола               | Дата смерти                | Супруг      |
|  | ---- | ---------------------- | --------------------------------------------------- | ------------------ | ------------------------ | ------------------------ | ------------------------------- | -------------------------- | ----------- |
|  |      | Санча Кастильская      | Альфонсо VII (Иврейская династия)                   | 21 сентября 1154/5 | 18 января 1174           | 18 января 1174           | 25 апреля 1196 овдовела         | 9 ноября 1208              | Альфонсо II |
|  |      | Мария де Монпелье      | Гильом VIII де Монпелье                             | 1182               | 15 июня 1204             | 15 июня 1204             | 21 января/18 апреля 1213        | 21 января/18 апреля 1213   | Педро II    |
|  |      | Элеанора Кастильская   | Альфонсо VIII (Иврейская династия)                  | 1202               | 6 февраля 1221           | 6 февраля 1221           | апрель 1229 брак аннулирован    | 1244                       | Хайме I     |
|  |      | Иоланда Венгерская     | Андраш II (Арпады)                                  | 1215/6             | 8 сентября 1235          | 8 сентября 1235          | 12 октября 1251                 | 12 октября 1251            | Хайме I     |
|  |      | Констанция Сицилийская | Манфред Сицилийский (Гогенштауфены)                 | 1249               | 13 июня/июль 1262        | 27 июля 1276             | 2/11 ноября 1285 овдовела       | 9 апреля 1302              | Педро III   |
|  |      | Изабелла Кастильская   | Санчо IV (Иврейская династия)                       | 1283               | 1 декабря 1291           | 1 декабря 1291           | 25 апреля 1295 брак аннулирован | 24 июля 1328               | Хайме II    |
|  |      | Бланка Анжуйская       | Карл II (король Неаполя) (Анжу-Сицилийский дом)     | 1280               | 29 октября/1 ноября 1295 | 29 октября/1 ноября 1295 | 14 октября 1310                 | 14 октября 1310            | Хайме II    |
|  |      | Мария де Лузиньян      | Гуго III (король Кипра) (Лузиньяны)                 | 1273               | 27 ноября 1315           | 27 ноября 1315           | 10/22 апреля/сентябрь 1322      | 10/22 апреля/сентябрь 1322 | Хайме II    |
|  |      | Элисенда де Монкада    | Педро де Монкада (Монкада)                          | 1272               | 25 декабря 1322          | 25 декабря 1322          | 5 ноября 1327 овдовела          | 19 июня 1364               | Хайме II    |
|  |      | Элеонора Кастильская   | Фердинанд IV (король Кастилии) (Иврейская династия) | 1307               | 5 февраля 1329           | 5 февраля 1329           | 24 января 1336 овдовела         | март/апрель 1359           | Альфонсо IV |
|  |      | Мария Наваррская       | Филипп III д’Эврё (король Наварры) (Эврё)           | 1329-35            | 23 июля 1338             | 23 июля 1338             | 29 апреля 1347                  | 29 апреля 1347             | Педро IV    |
|  |      | Элеонора Португальская | Афонсу IV (Бургундская династия (Португалия))       | 3 февраля 1328     | 19 ноября 1347           | 19 ноября 1347           | 29 октября 1348                 | 29 октября 1348            | Педро IV    |
|  |      | Элеонора Сицилийская   | Педро II (король Сицилии) (Барселонский дом)        | 1325               | 13 июня/27 августа 1349  | 13 июня/27 августа 1349  | 20 апреля 1375                  | 20 апреля 1375             | Педро IV    |
|  |      | Сибилла де Фортия      | Беренгер де Фортия (Фортия)                         | 1350               | 11 октября 1377          | 11 октября 1377          | 6 января 1387 овдовела          | 4/24 ноября 1406           | Педро IV    |
|  |      | Иоланда де Бар         | Роберт I де Бар (Монтбельяры)                       | 1364/5             | 2 февраля 1380           | 6 января 1387            | 19 мая 1396 овдовела            | 3 июля 1431                | Хуан I      |
|  |      | Мария де Луна          | Лопе де Луна (Луна)                                 | 1358               | 13 июня 1373             | 19 мая 1396              | 20/29 декабря 1406              | 20/29 декабря 1406         | Мартин I    |
|  |      | Маргарита де Прадес    | Педро де Прадес (Барселонский дом)                  | 1395               | 17 сентября 1409         | 17 сентября 1409         | 31 мая 1410 овдовела            | 1422                       | Мартин I    |

## ДинастияТрастамара
|  | Герб | Имя                         | Отец                                      | Дата рождения   | Свадьба         | Стала королевой | Лишилась престола       | Дата смерти     | Супруг                   |
|  | ---- | --------------------------- | ----------------------------------------- | --------------- | --------------- | --------------- | ----------------------- | --------------- | ------------------------ |
|  |      | Элеонора Уррака Кастильская | Санчо Альфонсо де Альбукерке (Трастамара) | 1374            | 1393/4          | 28 июня 1412    | 2 апреля 1416 овдовела  | 16 декабря 1435 | Фердинанд I Справедливый |
|  |      | Мария Кастильская           | Энрике III (король Кастилии) (Трастамара) | 1 сентября 1401 | 12 июня 1415    | 2 апреля 1416   | 4 октября 1458          | 4 октября 1458  | Альфонсо V Великодушный  |
|  |      | Хуана Энрикес               | Фадрике Энрикес (Трастамара)              | 1425            | 1 апреля 1444   | 4 октября 1458  | 13 февраля 1468         | 13 февраля 1468 | Хуан II                  |
|  |      | Изабелла I                  | Хуан II (король Кастилии) (Трастамара)    | 22 апреля 1451  | 19 октября 1469 | 20 января 1479  | 26 ноября 1504          | 26 ноября 1504  | Фердинанд II             |
|  |      | Жермена де Фуа              | Жан де Фуа (виконт Нарбонны) (Фуа)        | 1488            | 19 октября 1505 | 19 октября 1505 | 23 января 1516 овдовела | 18 октября 1538 | Фердинанд II             |

### Королевы периода междуцарствия, 1462—1472
Во время Каталонской гражданской войны против Хуана II три претендента заявляли свои права на трон. Первый из них, Педро V, остался холостяком. Женой второго — Энрике IV — была Жуана Португальская, португальская инфанта, дочь Дуарте I. Третий претендент, Рене Добрый, был женат сначала на Изабелле Лотарингской (до 1462 года), а затем на Жанне Лаваль, французской дворянке.

## Дом Габсбургов
|  | Герб | Имя                    | Отец                         | Дата рождения   | Свадьба       | Стала королевой | Лишилась престола | Дата смерти | Супруг          |
|  | ---- | ---------------------- | ---------------------------- | --------------- | ------------- | --------------- | ----------------- | ----------- | --------------- |
|  |      | Изабелла Португальская | Мануэл I (Ависская династия) | 24 октября 1503 | 11 марта 1526 | 11 марта 1526   | 1 мая 1539        | 1 мая 1539  | Карл V Габсбург |